# Batalla del 25 de Abu
La Batalla del 25 de Abu fue un enfrentamiento militar librado el 10 de agosto de 309 a. C., en el contexto de la Guerra de Babilonia, que es parte de las guerras de los diádocos. En ella combatieron los ejércitos de Seleuco con los de Antígono, venciendo los primeros.

## Antecedentes
Después de la victoria sobre Demetrio en Gaza y aprovechando que Antígono, padre de Demetrio, estaba distraído en el oeste, el sátrapa de Egipto, Ptolomeo, envió a Seleuco con apenas 800 infantes y 200 jinetes hacia Babilonia, esperando que los locales se unirían voluntariamente a sus fuerzas. Sin embargo, muchos de los amigos personales que acompañaban a Seleuco se desanimaron al ver su pequeño contingente, especialmente comparado a los poderosos ejércitos de los aliados de Antígono. Sin embargo, Seleuco les recordó que los números y las riquezas no garantizaban la victoria, valiendo más la experiencia y la habilidad, como había demostrado Alejandro Magno, y agregó que el oráculo griego de Apolo en Bránquidas le anunciaba la victoria. Por último, les recordó que todo lo bueno y admirado por los hombres se consigue con riesgo y sacrificio, ganándose su apoyo.
Al entrar en Mesopotamia consiguió convencer o reclutó a la fuerza a los colonos macedonios en Carras (Harrán) que se unieran a sus fuerzas. Poco después, en mayo de 311 a. C., entró en Babilonia, donde la mayoría de los habitantes le dieron la bienvenida, pues había sido sátrapa de la región durante cuatro años en el pasado y se ganó la buena voluntad de la gente, pero los fieles a Antígono se retiraron a la ciudadela bajo el mando de Dífilo. En el mes de abu, equivalente a julio y agosto de ese año, Seleuco la tomó por asalto y liberó todos los familiares de sus fieles y devolvió todos los esclavos a sus partidarios, los cuales habían sido tomados por Antígono cuando lo forzó al exilio. Luego, distribuyó los caballos capturados entre sus soldados.
Sin embargo, los sátrapas Nicanor de Media y Evagoras de Persia intentaron recuperar la ciudad para Antígono, pero Seleuco los venció y dio muerte a orillas del río Tigris. Posteriormente, el vencedor se dedicó a conquistar las satrapías de Susiana, Media y vecinas. Posteriormente, Antígono envió a Demetrio a recuperar Babilonia, quien se encontró la ciudad vacía y tuvo que sitiar varias ciudadelas y enfrentar una guerra de guerrillas encabezada por Patrocles, oficial leal a Seleuco. Al llegarle órdenes de su padre de volver al mar Mediterráneo se retiró.

## Fuerzas enfrentadas

### Seleuco
Seleuco empezó su campaña con apenas 800 infantes y 200 jinetes entregados por Ptolomeo, a los que se sumaron macedonios que se encontró en Carras. Algunas teorías indican que eran soldados licenciados por Antígono en su retorno a Asia Menor en 315 a. C.. Otras, que eran colonos macedonios, pero fueron reclutados en villas cerca de Babilonia y no en Carras. Otros 1000 soldados le aportó un oficial llamado Poliarco al entrar en Babilonia.
Posteriormente, al enfrentarse con Nicanor, Seleuco apenas contaba con 3000 infantes y 400 jinetes, pero al vencerlo la mayoría de los soldados enemigos se pasaron a su bando, unos 10 000 infantes y 7000 jinetes. Más tarde, se enfrentó con Demetrio, quien traía 5000 infantes macedonios, 4000 jinetes y 10 000 mercenarios. Al volver al Mediterráneo dejó a su amigo Arquelao con 5000 infantes y 1000 jinetes para asediar las ciudadelas en Babilonia. Se desconoce lo sucedido a estas fuerzas, pero parece ser que fueron vencidas y/o se pasaron a Seleuco. El historiador Jeff Champion estima que sus fuerzas ya debían alcanzar unos 25 000 efectivos, sin contar las levas de babilonios que realizó.

### Antígono
El poderoso sátrapa que dominaba Asia Occidental pudo reunir para su campaña contra Ptolomeo de 306 a. C., poco tiempo después de batalla, una hueste de 80 000 infantes, 8000 jinetes y 83 elefantes de guerra. Se sabe que para la campaña contra Seleuco trajo «numerosas tropas», sin embargo, debió dejar tropas en el oeste a cargo de sus hijos Demetrio y Filipo, lo que ha llevado a Champion a estimar que su ejército no debía pasar los 50 000 hombres, incluyendo posiblemente unos 80 paquidermos.

## Batalla
En el mes de abu de 310 a. C., es decir, agosto y septiembre, empezaron los combates. Hasta el mes de tebetu, es decir, enero y febrero de 309 a. C., cuando Antígono y su poderoso ejército entraron en la ciudad el 8 de tebetum, es decir, el 19 de enero del 309 a. C., pero no la capturaron. Como debieron enfrentar guerrillas en la campiña de alrededor, Antígono hizo saquear y quemar los pueblos. El 2 de adar, es decir, el 2 de marzo, saquearon la ciudad de Cuthah, al norte de Babilonia.
Para esos momentos, la satrapía de Babilonia parece haber estado bajo control de Antígono. Posiblemente Seleuco no pudo o no quiso confrontar directamente a su rival, tal vez esperaba refuerzos desde el este, lo que permitió a Antígono lanzar campañas punitivas contra las aldeas.
Se desconoce el lugar donde ocurrió la batalla, por lo que se le conoce por la fecha, conocida gracias a una inscripción conservada en una columna, se la establece como 25 de abu, mes del calendario babilónico, lo que equivale al 10 de agosto.
Según Polieno, el combate se mantuvo indeciso hasta que llegó el anochecer, cuando ambos ejércitos se retiraron a sus campamentos. Los soldados de Antígono se despojaron de sus equipos y se retiraron a dormir en sus tiendas, mientras que los de Seleuco durmieron en el lugar, manteniendo la formación y con sus armas en mano. Al amanecer, las tropas de este último estaban listas y atacaron a las de su rival, que no estaban preparadas, obteniendo una rápida victoria.
La precisión de este relato ha sido cuestionado, pues Antígono era un militar mucho más experimentado que Seleuco y no debió cometer ese error. Por otra parte, el texto de Polieno y las inscripciones de la columna mencionada son compatibles y es bastante posible que describan los mismos eventos. Sin embargo, lo seguro es que fue el encuentro final de la campaña, pues se sabe que para 308 a. C., Antígono había vuelto a Asia Menor por no poder consolidar su dominio de la región.

## Consecuencias
Seleuco no solo logró mantener sus dominios, se dedicó a pacificar Partia, Bactria, Carmania, Aria y Drangiana.
Poco después, Seleuco se vio distraído al hacer la guerra a Chandragupta Maurya en el valle del Indo. Fue vencido y forzado a entregar todas las tierras al este del Hindú Kush. Hizo un tratado de paz casando a su hija con Chandragupta y a cambio recibió 500 elefantes de guerra. Con los años, Seleuco se volvió el más poderoso de los diádocos, formando un reino que heredó la mayor parte de las conquistas de Alejandro.
Esta campaña fue decisiva, pues significó para Antígono la pérdida de la mitad oriental del imperio e irónicamente han quedado muy pocos registros sobre ella.

### Clásica
- Apiano. Guerra Siria. Libro XI de Historia Romana. Versión digitalizada por Perseus, basada en traducción latín-inglés por Horace White, Nueva York: The MacMillan Company, 1899.
- Crónica de los diádocos. Parte de las Crónicas mesopotámicas. Citada como BCHP 3 por las siglas en inglés de Babylonian Chronographic Texts from the Hellenistic Period. Versión digitalizada en Livius, basada en traducción acadio-inglés por I.L. Finkel, R.J. van der Spek & R. Pirngruber, Writings of the Ancient World, 2020.
- Diodoro Sículo. Biblioteca histórica. Libro XIX. Visualización en UChicago, basada en traducción griego-inglés por Russel M. Geer, Loeb Classical Library, volumen 9, 1947.
- Diodoro Sículo. Biblioteca histórica. Libro XX. Visualización en UChicago, basada en traducción griego-inglés por Russel M. Geer, Loeb Classical Library, volumen 10, 1954.
- Estrabón. Geografía. Libros XV y XVI. Versión digitalizada por Perseus, basada en edición y traducción griego antiguo-inglés por H. C. Hamilton & W. Falconer, Londres: George Bell & Sons, 1903.
- Flavio Arriano. Anábasis de Alejandro Magno. Libro VII. Visualización en Perseus, basada en edición griega A.G. Roos, Leipzig: Teubner, 1907.
- Marco Juniano Justino. Epítome de las "Historias Filípicas" de Pompeyo Trogo. Libros XV y XLI. Versión digitalizada por Attalus, basada en traducción latín-inglés por John Selby Watson, Londres: Henry G. Bohn, 1853.
- Mestrio Plutarco. Vida de Alejandro, parte de Vidas paralelas. Versión digitalizada por UChicago, basada en traducción griego-inglés por Bernadotte Perrin, Loeb Classical Library, volumen 7, 1919.
- Mestrio Plutarco. Vida de Demetrio, parte de Vidas paralelas. Versión digitalizada por UChicago, basada en traducción griego-inglés por Bernadotte Perrin, Loeb Classical Library, volumen 9, 1920.
- Gayo Plinio Segundo. Historia natural. Libro VI. Versión digitalizada por UChicago, basada en edición de Karl Mayhoff, en latín, edición de Teubner, 1909. Véase también la versión de Perseus. Basada en traducción latín-inglés por John Bostock, Londres: Taylor and Francis, 1855.
- Polieno. Estratagemas. Libro IV. Versión digitalizada en Attalus, basada en la traducción del griego antiguo-inglés por Richard Shepherd, Londres, editado por George Nicol, 1793.

### Moderna
- Anson, Edward M. (2014). Alexander's Heirs: The Age of the Successors (en inglés). Chichester: Wiley. ISBN 9781444339628.
- Bosworth, A. B. (2002). The Legacy of Alexander: Politics, Warfare, and Propaganda Under the Successors. Oxford: Oxford University Press. ISBN 9780198153061.
- Champion, Jeff (2014). Antigonus the One-Eyed: Greatest of the Successors (en inglés). Barnsley: Pen & Sword Military. ISBN 9781783030422.
- Clark, Walter Eugene (1919). «The Importance of Hellenism from the Point of View of Indic-Philology». Classical Philology (en inglés) XIV (4): 297-313.
- Grainger, John D. (1997). Seleukos Nikator: Constructing a Hellenistic Kingdom (en inglés). Londres: Routledge. ISBN 0-415-04701-3.
- Wheatley, Pat (2002). «Antigonus Monophthalmus in Babylonia, 310-308 B.C.». Journal of Near Eastern Studies (en inglés) LXI (1): 39-47.